# 柏栩栩
柏栩栩（1980年3月30日—），汉族，中國大陆歌手、主持人和演员，毕业于清华大学外语系英语专业，2007年参加东方卫视《加油好男儿》获得全国总决赛第10名，从而出道至今，现任上海广播电视台融媒体中心主播。

## 生平经历
- 1980年，出生于北京市一个普通知识分子家庭；
- 1995年，就读于北师大实验中学（1998年毕业）；
- 1998年，考入清华大学外语系英语专业本科班（2002年毕业）；
- 2000-2001年，公派到美国贝勒大学(Baylor University)交换学习；
- 2007年，参加东方卫视《加油好男儿》获得北京赛区冠军[1]、全国总决赛第10名[2]；
- 2008年-至今 上海文广新闻传媒集团主持人（外语频道、体育频道、星尚频道、东方卫视）；
- 2011年，获得SMG年度 “名优新主持人”播音主持新秀奖[3][4]。

## 音乐作品
| 年份    | 歌曲名稱               | 备注                                   |
| ------- | ---------------------- | -------------------------------------- |
| 2005-06 | 《右转》               |                                        |
| 2007-07 | 《离人》               | 收录于《好男儿站出来2》精选音乐大合辑  |
| 2008-12 | 《单程旅行》           | 收录于好男儿音乐故事合辑《温暖的开始》 |
| 2009-01 | 《开始 In City》       |                                        |
| 2009-08 | 《我们就是这样的朋友》 | 偶像剧《加油！网球王子》插曲           |

## 影视作品

### 电影
| 上映年份      | 电影名称     | 角色 | 导演   | 合作艺人       |
| ------------- | ------------ | ---- | ------ | -------------- |
| 2007年7月1日  | 《三天》     | 王泽 | 叶伟民 | 吴建飞、张殿菲 |
| 2009年2月20日 | 《时尚心途》 | KEN  | 黄辉   | 秦广熠、Jenny  |

### 电视剧
| 上映年份      | 电视剧名称       | 角色       | 导演   | 合作艺人             |
| ------------- | ---------------- | ---------- | ------ | -------------------- |
| 2009年4月12日 | 《敲敲爱上你》   | 沈谦       | 柯钦政 | 明道、郭品超、吴亚馨 |
| 2009年8月28日 | 《加油网球王子》 | 钟国光     | 朱翊   | 秦俊杰、张殿菲、张超 |
| 2009年3月28日 | 《铠甲勇士》     | 黑犀侠北淼 | 郑国伟 | 吴建飞、巫迪文、张超 |

## 主持节目

### 电视节目
- 东方卫视《看东方》（现已不再主持）、《午间30分》、《東方新聞》、《今晚》（偶有主持）
- 上海外语频道《财道》（Money Talks）
- 上海新闻综合频道《我不是财神》
- 新娱乐频道《娱乐星天地》（已不再主持）
- 星尚电视《左右时尚》 （已不再主持）
- 东方卫视国际频道《Tech Max》、《Cool Edition》、《City Beat》、《世博360》、《Cosmo Times》、《绝对高尔夫》 （均已不再主持）
- 湖北卫视《冲出危机》《星尚之旅》（均已不再主持）

### 赛事主持
- 2008、2009赛季NBA,CBA
- 2009网球大师杯
- 2009F1大赛、国际排球联赛等各类国内国际重大赛事的直播解说

### 海外主持
- 南非——2009上海世博会南非推荐会、2010世界杯专题同声翻译
- 丹麦——2011东方卫视《娱乐星天地》专题
- 日本——-2010大阪音乐节
- 土耳其—2010《星尚之旅》
- 韩国——2010《星尚之旅》
- 澳大利亚—2008旅游卫视《有多远走多远》
- 新西兰—2008旅游卫视《有多远走多远》
- 美国洛杉矶——2013格莱美颁奖典礼场外主持[5]

### 首映礼
- 中文版音乐剧《妈妈咪呀》全球首映礼
- 中国版音乐剧《猫》全球首映礼（双语）
- 电影《白蛇传说》全球首映礼
- ECCO 行走风尚春夏发布会
- MENSUNO风度人物年度颁奖典礼
- 全球华语榜中榜主持
- 2012年上海时装周开幕式红毯主持
- 2010年林忆莲演唱会新闻发布会
- 2010年萧亚轩演唱会新闻发布会
- VIVIAN TAM & HP发布会（双语）
- BBC舞台巨作《与恐龙同行》全国发布会（双语）